# Hanare-kirishitan
Hanare-kirishitan (jap. 離れキリシタン chrześcijanie oddzieleni) - synkretyczna wspólnota religijna w Japonii, która wyodrębniła się w XIX wieku ze wspólnoty "ukrytych chrześcijan" Kakure-kirishitan.

## Historia
Zjednoczenie się wspólnot Kakure-Kirishitan z Kościołem rzymskokatolickim w drugiej połowie XIX wieku wymagało od nich odejścia od dotychczasowych synkretycznych praktyk kultowych. Część wyznawców nie potrafiła jednak zerwać z dawnym kultem i przyjąć wymagań misjonarzy katolickich. Ich postawa spowodowała rozłam wśród japońskich "ukrytych chrześcijan", który doprowadził do ukształtowania się ruchu dysydenckiego. Hanare kirishitan zaczęli się izolować i w krótkim czasie zorganizowali własne wspólnoty oparte na dawnych zwyczajach.
Ostatni hanare-kirishitan mieszkali na wyspach Gotō jeszcze w latach 1990. Na skutek wyludniania się tych wysp i przenoszenia się młodych ludzi do miast na stałym lądzie, to wyznanie najprawdopodobniej obecnie zupełnie zanikło. 

## Charakterystyka
Hanare-kirishitan byli wspólnotą z pogranicza chrześcijaństwa. Występował synkretyzm religijny, który przejawiał się uczestniczeniem wiernych hanare-kirishitan w ceremoniach buddyjskich i shintō. Ich religię cechował politeizm, kult przodków i kult katolickich męczenników za wiarę. Z chrześcijańskich sakramentów uznawali tylko chrzest udzielany przez mizukata. Nie prowadzili działalności misyjnej. Funkcja kapłana była u nich dziedziczna, podobnie jak w japońskim buddyzmie. Stanowili społeczność zamkniętą, w której wiarę dziedziczyło się z pokolenia na pokolenie.